# Centro Deportivo Español
Centro Deportivo Español war ein Fußballverein in Mexiko-Stadt, dessen Mannschaft zwischen 1915 und 1920 in der mexikanischen Hauptstadtliga mitwirkte.

## Geschichte

### Gründung durch Abspaltung
Aufgrund von Zwistigkeiten im Vorstand des 1912 gegründeten Club España verließ der seinerzeitige Präsident Julio Alarcón den Verein und rief mit dem Centro Deportivo Español (C.D.E.) einen neuen Verein ins Leben. Zwei der wichtigsten Mitgründer waren sein Bruder Joaquín Alarcón und Enrique Huerta, in dessen Haus die Gründungsversammlung stattfand. Erster Vereinspräsident wurde Julio Alarcón, der auf diesem Gebiet bereits Erfahrungen beim Club España gesammelt hatte. Später zerwarfen sich Alarcón und Huerta. Der Letztgenannte ging aus diesem Streit als Sieger hervor und wurde neuer Präsident, während Alarcón sich erneut frustriert zurückzog, wie er dies bereits bei España getan hatte.
In der Ebene von Condesa, seinerzeit die Wiege und Hochburg des Hauptstadtfußballs, bezog Deportivo Español seinen eigenen Sportplatz. Die erste Mannschaft von Español bestand mehrheitlich aus abtrünnigen Mitgliedern des Club España und daher war zwischen den beiden „spanischen“ Clubs auch eine heftige Rivalität geboren. Sie konnte sich sportlich allerdings nie so richtig entfalten, da sie stets auf ungleichem Level blieb. Während España die Meisterschaft nämlich fortan praktisch im Alleingang gewann – viermal im Zeitraum zwischen 1915 und 1920, als der C.D.E. in der höchsten Spielklasse mitwirkte –, landete der neue Verein mit unschöner Regelmäßigkeit auf den hinteren Plätzen.

### Das Ende des Vereins
Finanzielle Engpässe und einige Fehler auf Vorstandsebene führten zu einem baldigen Ende des Vereins, der nie das selbst gesteckte Ziel, España auf Augenhöhe zu begegnen, erreichte. Ein weiterer Grund für den baldigen Niedergang war die Tatsache, dass die Mannschaft zu einem guten Teil aus Spielern bestand, deren Familien aus dem spanischen Bundesland Asturien kamen. Die asturische Fraktion löste sich 1918 von Español und gründete mit dem CF Asturias einen eigenen Verein.
Asturias nahm erstmals in der Saison 1919/20 an der Meisterschaft teil und beendete die Saison mit einem beachtlichen dritten Platz, während Español nur auf dem siebten Platz landete. Drei spanische Mannschaften waren definitiv eine zu viel. Zudem erwies Asturias sich von Beginn an als ernsthafter Rivale von España, was Deportivo Español noch weiter in die Bedeutungslosigkeit zurückdrängte. Daher wurde die Mannschaft 1920 zurückgezogen.